# 스소노역
스소노역(일본어: 裾野駅)은 일본 시즈오카현 스소노시에 있는 도카이 여객철도 고텐바 선의 역이다. 섬식 승강장 1면 2선의 구조를 지닌 지상역이다.

## 타는 곳
| 1 | ■ 고텐바 선 | 상행 | 고텐바 · 고즈 방면 |
| 2 | ■ 고텐바 선 | 하행 | 누마즈 방면        |

## 이용 현황
| 연도     | 하루 평균 승차 인원 | 연도     | 하루 평균 승차 인원 |
| 1993년도 | 3,640               | 2002년도 | 2,778               |
| 1994년도 | 3,519               | 2003년도 | 2,719               |
| 1995년도 | 3,348               | 2004년도 | 2,729               |
| 1996년도 | 3,346               | 2005년도 | 2,749               |
| 1997년도 | 3,205               | 2006년도 | 2,785               |
| 1998년도 | 3,145               | 2007년도 | 2,837               |
| 1999년도 | 3,095               | 2008년도 | 2,818               |
| 2000년도 | 2,995               | 2009년도 | 2,622               |
| 2001년도 | 2,880               | 2010년도 | 2,676               |
| -------- | ------------------- | -------- | ------------------- |

## 역 주변
- 벨시티 스소노

## 역사
- 1889년 3월 1일 : 사노역(일본어: 佐野駅)으로서 개업.
- 1915년 7월 15일 : 스소노역으로 개칭.
- 1987년 4월 1일 : 민영화에 의해, 도카이 여객철도로 이관.

## 인접 정차역
| 도카이 여객철도 고텐바 선 | 도카이 여객철도 고텐바 선 | 도카이 여객철도 고텐바 선    |
| ------------------------- | ------------------------- | ---------------------------- |
| 이와나미 고즈 방면        | ■ 고텐바 선               | 나가이즈미나메리 누마즈 방면 |